# Европско првенство у атлетици у дворани 1977 — бацање кугле за жене
Такмичење у бацању кугле у женској конкуренцији на 8. Европском првенству у атлетици у дворани 1977. одржано је 13. марта на Спортском комплексу Аноета у Сан Себастијану, (Шпанија).
Титулу освојену у Минхену 1976. није бранила Иванка Христова из Бугарске

## Земље учеснице
Учествовало је 7 бацачица кугле из 4 земље.
1. Чехословачка (1)
2. Западна Немачка (2)
3. Источна Немачка (2)
4. Совјетски Савез} (1)

## Рекорди
| Рекорди пре почетка Европског првенства у дворани 1976.     | Рекорди пре почетка Европског првенства у дворани 1976. | Рекорди пре почетка Европског првенства у дворани 1976. | Рекорди пре почетка Европског првенства у дворани 1976. | Рекорди пре почетка Европског првенства у дворани 1976. | Рекорди пре почетка Европског првенства у дворани 1976. |
| ----------------------------------------------------------- | ------------------------------------------------------- | ------------------------------------------------------- | ------------------------------------------------------- | ------------------------------------------------------- | ------------------------------------------------------- |
| Светски рекорд                                              | Хелена Фибингерова                                      | Чехословачка                                            | 21,66                                                   | Будимпешта, Чехословачка                                | 2. фебруар 1977.                                        |
| Европски рекорд                                             | Хелена Фибингерова                                      | Чехословачка                                            | 21,66                                                   | Будимпешта, Чехословачка                                | 2. фебруар 1977.                                        |
| Рекорди европских првенстава                                | Хелена Фибингерова                                      | Чехословачка                                            | 20,75                                                   | Гетеборг, Шведска                                       | 19. март 1974.                                          |
| Рекорди после завршеног Европског првенства у дворани 1976. |                                                         |                                                         |                                                         |                                                         |                                                         |
| Рекорди европских првенстава                                | Хелена Фибингерова                                      | Чехословачка                                            | 21,46                                                   | Сан Себастијан, Шпанија                                 | 13. март 1977.                                          |

## Освајачи медаља
|                                 | 15п                              |                           |
| Хелена Фибингерова Чехословачка | Силона Слупјанек Источна Немачка | Ева Вилмс Западна Немачка |

## Резултати

### Финале
| Место | Такмичарка         | Земља            | #1    | #2    | #3    | #4    | #5    | #6    | Резултат | Белешка |
| ----- | ------------------ | ---------------- | ----- | ----- | ----- | ----- | ----- | ----- | -------- | ------- |
|       | Хелена Фибингерова | Чехословачка     | 21,46 | x     | x     | x     | 20,9  | 20.,1 | 21,46    | РЕПд    |
|       | Силона Слупјанек   | Источна Немачка  | 21,12 | 20,21 | 20,43 | 20,65 | 20,78 | 20,53 | 21,12    |         |
|       | Ева Вилмс          | Западна Немачка  | 17,54 | 19,61 | 19,95 | 20,85 | 20,87 | 19,38 | 20,87    |         |
| 4     | Маргита Дрозе      | Источна Немачка  | 20,09 | 19,61 | 19,31 | 19,68 | x     | 19,66 | 20,09    |         |
| 5     | Светлана Крачевска | Совјетски Савез} | 17,62 | 19,62 | 19,36 | 19,52 | x     | 18,95 | 19,62    |         |
| 6     | Беатрикс Филип     | Западна Немачка  | 16,88 | 17,35 | 16,93 | 16,47 | 17,14 | x     | 17,35    |         |
| 7     | Зденка Бартонова   | Чехословачка     | 16,62 | 16,55 | 16,60 | 17,04 | 17,05 | 16,72 | 17,05    |         |

## Укупни биланс медаља у бацању кугле за жене после 8. Европског првенства у дворани 1970—1977.
|    | Земља           |   |   |   |    |
| -- | --------------- | - | - | - | -- |
| 1. | Совјетски Савез | 3 | 3 | 2 | 8  |
| 2. | Чехословачка    | 3 | 1 | 0 | 4  |
| 3. | Источна Немачка | 1 | 3 | 4 | 8  |
| 4. | Бугарска        | 1 | 0 | 1 | 2  |
| 5. | Пољска          | 0 | 1 | 0 | 1  |
| 6. | Западна Немачка | 0 | 0 | 1 | 1  |
|    | Укупно {5}      | 8 | 8 | 8 | 24 |

|    | Атлетичарка        | Земља           |   |   |   |   |
| -- | ------------------ | --------------- | - | - | - | - |
| 1. | Надежда Чижова     | Совјетски Савез | 3 | 1 | 0 | 4 |
| 1. | Хелена Фибингерова | Чехословачка    | 3 | 1 | 0 | 4 |
| 3. | Маријане Адам      | Источна Немачка | 1 | 0 | 2 | 3 |
| 4. | Иванка Христова    | Бугарска        | 1 | 0 | 1 | 2 |
| 5. | Антонина Иванова   | Совјетски Савез | 0 | 1 | 2 | 3 |
| 6. | Илона Слупјанек    | Источна Немачка | 0 | 1 | 1 | 2 |